# Trigonotis abata
Trigonotis abata är en strävbladig växtart som beskrevs av Ivan Murray Johnston. Trigonotis abata ingår i släktet Trigonotis och familjen strävbladiga växter. Inga underarter finns listade i Catalogue of Life.